# Pleinfeld
Pleinfeld é um município da Alemanha, situado no distrito de Weißenburg-Gunzenhausen, no estado da Baviera. Tem 72,22 km² de área, e sua população em 2019 foi estimada em 7.556 habitantes.